# Carnival Fantasy
Carnival Fantasy (ранее до 2007 г. Fantasy – рус. фантазия) — круизное судно класса Fantasy в собственности компании Carnival Corporation & PLC и самое старое эксплуатируемое оператором Carnival Cruise Lines судно было построено в 1990 г. в Финляндии на верфи Kvaerner Masa Yards AB в Хельсинки и ходит под панамским флагом.
Судами-близнецами являются Carnival Ecstasy, Carnival Sensation, Carnival Fascination, Carnival Imagination, Carnival Inspiration, Carnival Elation и Carnival Paradise.

## История судна
Судно под заводским номером 479 было построено на верфи Kvaerner Masa Yards AB в Финляндии. Затопление строительного дока состоялось 9 декабря 1988 года. Церемония крещения состоялась 26 августа 1989 года. 26 января 1990 года судно было передано заказчику и первоначально называлось Fantasy. Первоначально судно использовалось для трёх- и четырёхдневных круизов из Майами на Багамы, с 2000 года под панамским флагом. После опустошения, вызванного ураганом Катрина в 2006 году судно первым вернулось в Луизиану и сделало Новый Орлеан своим портом приписки, совершая четырёх- и пятидневные круизы на остров Косумель и Коста Майя в Мексике. Практически весь год судно совершает круизы из Чарлстона, посещая Нассау и Фрипорт, Ки-Уэст, Бермуды.
Из-за пандемии COVID-19 судно простаивало у причала без действия, принося компании убытки. В результате было принято решение о его утилизации, которая состоялась на побережье города Алиага в Турции. 29 сентября 2020 г. корабль выбросился на берег в Алиаге, где и был распилен.